# Komproportionierung
Eine Komproportionierung – auch Synproportionierung genannt – ist das Gegenteil der Disproportionierung. Beide sind Spezialfälle einer Redoxreaktion. Bei der Komproportionierung wird durch gleichzeitige Reduktion und Oxidation aus einer höheren und einer niedrigeren Oxidationsstufe zweier Atome des gleichen Elements eine dazwischenliegende Oxidationsstufe gebildet.

## Beispiele
Ein Beispiel ist die Reaktion der Iodatometrie, bei der in saurer Lösung Iodat reduziert und gleichzeitig Iodid oxidiert wird. Im Produkt liegt Iod in der Oxidationsstufe ±0 vor. Die römischen Ziffern oberhalb der Reaktionsgleichung geben die formalen Oxidationszahlen an.
{\displaystyle {{\stackrel {\mathrm {+V} }{\mathrm {I} }}\mathrm {O} _{3}^{-}}_{\mathrm {(s)} }+5\ {{\stackrel {\mathrm {-I} }{\mathrm {I} }}{}^{-}}_{\mathrm {(s)} }+6\ \mathrm {H_{3}O^{+}} _{\mathrm {(l)} }\ {\xrightarrow {\triangle }}\ 3\ {\stackrel {\mathrm {\pm 0} }{\mathrm {I_{2}} }}_{\mathrm {(s)} }+9\ \mathrm {H_{2}O} _{\mathrm {(l)} }}
Iodat und Iodid reagieren in saurer Lösung zu Iod und Wasser (endotherm).
Als weiteres Beispiel ist Folgendes zu nennen:
{\displaystyle \mathrm {H_{2}} {\stackrel {\mathrm {+VI} }{\mathrm {S} }}\mathrm {O_{4\,(aq)}} +3\ \mathrm {H_{2}} {\stackrel {\mathrm {-II} }{\mathrm {S} }}_{\mathrm {(g)} }\ {\xrightarrow {\bigtriangledown }}\ 4\ {\stackrel {\mathrm {\pm 0} }{\mathrm {S} }}_{\mathrm {(s)} }+4\ \mathrm {H_{2}O_{(l)}} }
Schwefelsäure und Schwefelwasserstoff reagieren zu Schwefel sowie Wasser (exotherm).